# Список керівників держав 769 року
Список керівників держав 769 року — це перелік правителів країн світу 769 року.
Список керівників держав 768 року — 769 рік — Список керівників держав 770 року — Список керівників держав за роками

## Європа
- Абазгія — Леон II (768—828)
- Айлех — Ніалл Фроссах мак Фергайле (743—770)
- Айргіалла — до 825 невідомо
- Королівство Східна Англія — Етельред (760—790)
- Королівство Астурія — Авреліо (768—774)
- Герцогство Баварія — Тассілон III (753—788)
- Перше Болгарське царство — Телериг (768—777)
- Брихейніог — Ноуї (760—770)
- Волзька Болгарія — Тукий (765—815)
- Венеційська республіка — дож Мауріціо Гальбайо (764—787)
- Вессекс — Кіневульф (757—786)
- Візантійська імперія — Костянтин V (741—775)
  - Неаполітанське герцогство — Григорій II (766—794)
- Королівство Гвент — Фернфел ап Ітел (755—775)
- Гвікке — Угтред (759—770)
- Королівство Гвінед — Карадог ап Мейріон (754—798)
- Дал Ріада — Ед Фінд (761—778)
- конунґ данів — Гаральд Боєзуб (735?-770?)
- Дівед — Маредід ап Теудос (760—798)
- Думнонія — король Коврдоллі ап Діфнвал (750—770)
- Королівство Ессекс — Сігерік (758—798)
- Іберійське князівство — Нерсе (760—772)
- Ірландія — верховний король Ніалл Фроссах мак Фергайле (763—775)
- Карантанія — князь Ґотімиря (751/752—769). До 772 боротьба за владу.
- Королівство Кент — Еґберт II (765—784)
- Кордовський емірат — Абдаррахман I (756—788)
- Король лангобардів — Дезидерій (756—774)
  - Герцогство Беневентське — Арехіз II (758—774)
  - Сполетське герцогство — Теодіцій Сполетський (763—774)
  - Герцогство Фріульське — Петро (751—774)
- Ленстер — Келлах мак Дунхада (760—776)
- Мерсія —Оффа (757—796)
- Морганнуг — Ріс ап Ітел (755—785)
- Коннахт — Донн Котад МакКатайл МакАйліль (768—773)
- Мунстер — Кахуссах мак Етерскелай (742—769); Маел Дуїн мак Аедо (769—786)
- Король піктів — Кініод I (763—775)
- Королівство Нортумбрія — Елхред (765—774)
- Королівство Повіс — Брохфел ап Елісед (755—773)
- Королівство Сассекс — Осмунд (757—792)
- Сейсіллуг — Артен ап Сейсілл (740—807)
- Стратклайд — Еугейн II ап Думнагуал (760—780)
- Улад — Фіахне мак Аедо Ройн (750—789)
  - Конайлле Муйрхемне — Слуагадах мак Варгалайг (765—784)
  - Ві Ехах Кобо — Гормгал мак Конайлле (761—776)
- Король Міде — Доннхад Міді мак Домнайлл (766—797)
- Франкське королівство — Карл I Великий (768—814)
  - Герцогство Васконія — герцог Васконії та Аквітанії Луп II (769—778/781)
  - Бретонська марка — Роланд (753—778)
- Фризьке королівство — Радбод II (760—792)
- Хозарський каганат — бек-мелех Булан (765—770)
- Швеція — Гаральд Боєзуб (695?— 8 століття)
- Святий Престол; Папська держава — папа римський Стефан III (768—772)
- Вселенський патріарх — Микита I Константинопольський (766—780)
  - Тбіліський емірат — до 813 невідомо

## Азія
- Близький Схід:
  - Аббасиди — Абу Джафар аль-Мансур (754—775)
    - Вірменський емірат — Язід ібн Усайд ас-Суламі (759—769); Баккар ібн Муслім аль-Укайлі (769—771)
    - Дербентський емірат — Язід I (760-бл. 786)
- Індія:
  - Західні Ганги — Шріпуруша (726—788)
  - Камарупа — до 815 точна хронологія невідома
  - самраат Кашмірської держави Прітхів'япіда (768—772)
  - Династія Майтрака — Сіладітія VII (766—776)
  - Імперія Пала — Ґопала I (750—770)
  - Династія Паллавів — Нандіварман II (731—796)
  - Держава Пандья — Джатіла Парантака (765—815)
  - Раджарата — раджа Аггабодхі VI (741—781)
  - Раштракути — Крішна I (756—774)
  - Східні Чалук'ї — Віджаядітья I (755—772)
- Індонезія:
  - Матарам — Панамкаран (746—775)
  - Шривіджая — Дармасету (742—775)
- Китай:
  - Династія Тан — Дай-цзун (762—779)
  - Тибетська імперія — Тисрондецан (755—797)
- Наньчжао — Мень Гелофен (748—779)
- Корея:
  - Об'єднана Сілла — ісагим (король) Хегон (765—780)
  - Пархе — Мун-ван (737—793)
- Паган — король Шве Хмаук (762—785)
- Середня Азія:
  - Бухархудати — Туксбада III (753? —до 775?)
  - Уйгурський каганат — каган Альп-Кюлюг Богю-каган (759—780)
- Ченла — Раджендраварман I (760—780)
- Японія — Імператор Кокен (764—770)

## Африка
- Аксумське царство — Талатем (753—774)
- Аббасиди — Абу Джафар аль-Мансур (754—775)
  - Берегвати — Саліх ібн Таріф (744—до 792?)
  - Некор (емірат) — Саїд I ібн Ідрис (760—803)
- Макурія — до 785 невідомо

## Північна Америка
- Мутульське царство — К'авііль-Чан-K'ініч (741—761/770)
- Баакульське царство — К'ініч-К'ук'-Балам II (764 — після 783)
- Шукуупське царство — Яш-Пасах-Чан-Йо'паат (763—після 810)
- Яшчилан — Іцамнаах-Б'алам IV (768—800?)
- Царство Цу'со — К'ак'-Тілів-Чан-Йо'паат (725—785)